# Kizilaga-hering
A kizilaga-hering (Alosa curensis, korábban Caspialosa curensis) a sugarasúszójú halak (Actinopterygii) osztályának heringalakúak (Clupeiformes) rendjébe, ezen belül a heringfélék (Clupeidae) családjába tartozó faj.

## Előfordulása
A kizilaga-hering elterjedési területe a Kizilagacsi-öböl a Kaszpi-tenger déli felén.

## Megjelenése
A kizilaga-hering teste karcsú, heringszerű. Testhossza átlagosan 14-16 centiméter, legfeljebb 19 centiméterig (5 éves példányok). Feje oldalnézetből felül és alul egyenletesen lekerekített. A testmagasság, éppen úgy, mint a fejhossz, a teljes hossz egynegyede. Szemei nagyok, zsírhéjakkal. Hátúszója rövid. Oldalvonala nincs. Felső állkapcsa erőteljes középső bemetszéssel; az alsó állkapocs a szem hátulsó szegélyéig ér. Az állkapocs és az ekecsont fogazottak. A mellúszók hossza egyötöde a mellúszók és a hasúszók kezdete közötti távolságnak. A 31-43 kopoltyútüske hosszabb, mint a kopoltyúlemezkék. Háta zöldes vagy kékes, csillogó, oldalai és hasoldala ezüstösek. A kopoltyúfedői mögött nincsenek sötét foltok.

## Életmódja
Bár ezt a kis heringfélét elterjedési területén gyakran fogják, és így halgazdasági szempontból is jelentős, biológiája alig ismert. Azok közé a fajok közé tartozik, amelyek a szaporodási időszakban egyesével vándorolnak felfelé a folyókban.

## Szaporodása
A populáció jelentős része a torkolat vidékén vagy a tenger homokpadjain ívik, április–májusban. Az állatok a 3. vagy a 4. életévük végén ivarérettek. A fiatal kizilaga-heringek apró gerinctelen állatokkal táplálkoznak, az idősebb példányok halivadékra és apró halakra vadásznak.

## Felhasználása
Ezt a halfajt halásszák, de nem ipari mértékben.